# Делла Порта Родиани, Джузеппе
Джузеппе делла Порта Родиани (итал. Giuseppe della Porta Rodiani; 5 сентября 1773, Рим, Папская область — 18 декабря 1841, там же) — итальянский куриальный кардинал. Титулярный архиепископ Дамаска с 19 апреля 1822 по 6 апреля 1835. Титулярный латинский патриарх Константинопольский с 16 мая 1823 по 6 апреля 1835. Про-префект Священной Конгрегации по делам резиденций епископов с 23 сентября 1823 по 2 января 1824. Про-генеральный викарий Рима с 28 сентября 1823 по 2 января 1824. Генеральный аудитор Апостольской Палаты с 8 февраля 1833 по 6 апреля 1835. Губернатор Рима с 30 ноября 1838 по 18 декабря 1841. Генеральный викарий Рима и Префект Священной Конгрегации по делам резиденций епископов с 30 ноября 1838 по 18 декабря 1841. Кардинал in pectore с 23 июня 1834 по 6 апреля 1835. Кардинал-священник с 6 апреля 1835, с титулом церкви Санта-Сусанна с 24 июля 1835. 